# Cricket i Nederländerna
Cricket har funnits i Nederländerna sedan 1800-talet då brittiska soldater lanserade sporten under Napoleonkrigen. På 1860-talet var cricket en stor sport i landet och nationalföreningen Koninklijke Nederlandse Cricket Bond grundades 1883. Nederländerna har deltagit i världsmästerskapet i cricket för damer fyra gånger (1988, 1993, 1997 och 2000) och världsmästerskapet i cricket för herrar fyra gånger (1996, 2003, 2007 och 2011).